# بارثيليمي أدوكونو
بارثيليمي أدوكونو (مواليد 18 سبتمبر 1957) هو ملاكم بنيني، مثّل بلاده في الألعاب الأولمبية الصيفية 1980.

## روابط خارجية
بارثيليمي أدوكونو على موقع أوليمبيديا (الإنجليزية)